# Damm (stoft)

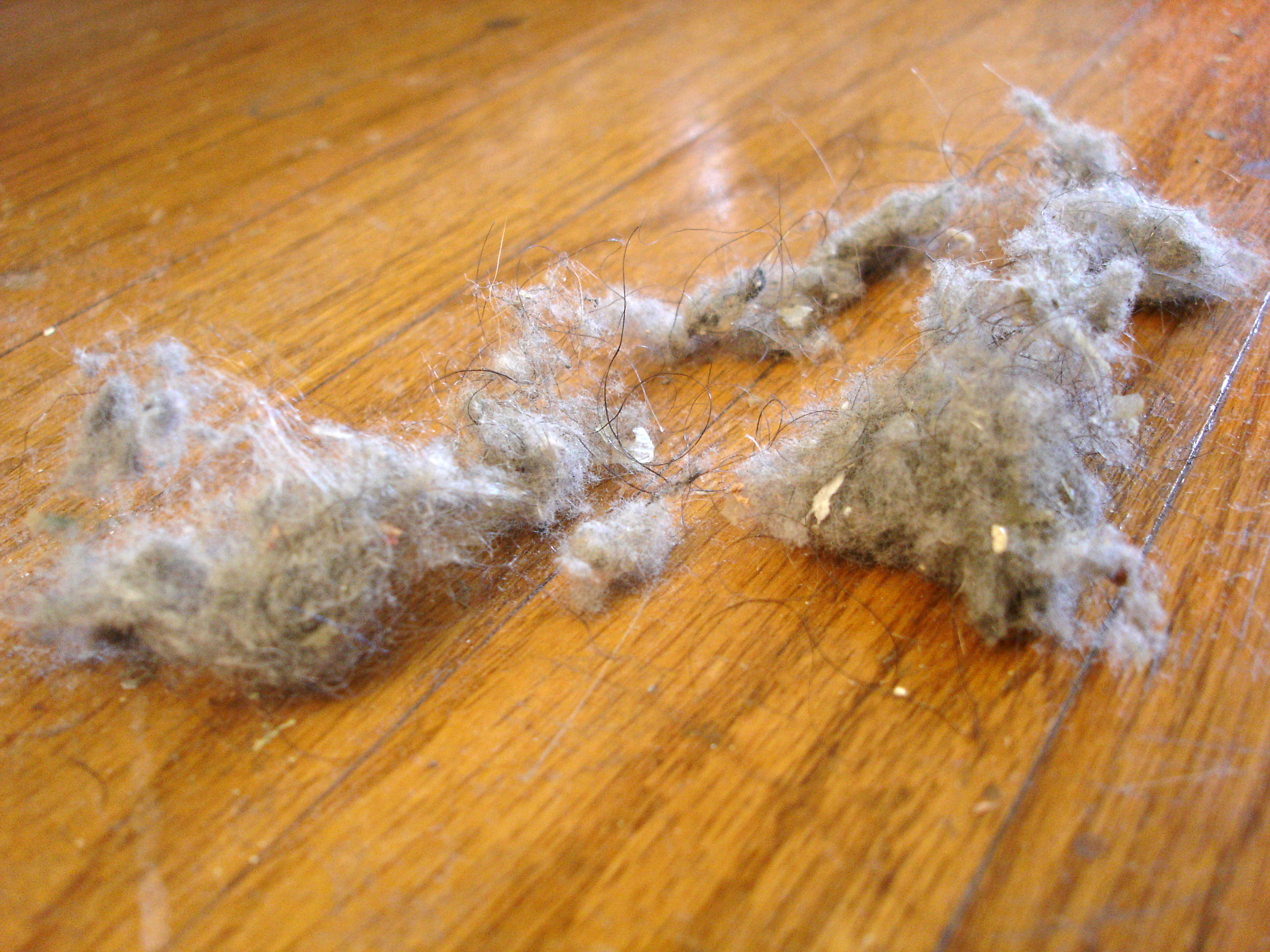
Dammråttor.

Damm är en övergripande benämning för mycket små fasta partiklar. Damm kan ha många olika ursprung och bestå av många olika material. Det kan till exempel bestå av pollen, hudpartiklar, textilfibrer, mineraler eller föroreningar.

## Från djur och människor
Djurs celler förnyas regelbundet. När hornlager och hår förnyas faller det gamla av och kan ansamlas som damm. Det samma gäller när människan nöter fibrer från kläder och textilier, som då kan samlas i till exempel naveln, vilket då brukar kallas navelludd.

## I hushållet
Inomhus kan damm samlas till högar som i vardagligt tal kallas för dammråttor och innehåller spår från omgivningen den varit i och kan bland annat innehålla kvalster och bakterier. Damm lägger sig som ett lager på möbler och föremål inomhus. Vissa människor kan vara allergiska mot damm. Damm uppstår snabbt om det inte är väldigt dragigt överallt. Man kan tydligt se i ett hushåll var dammtussarna samlas, ofta under sängar eller i särskilda vrår dit draget fört dem.
Stora dammtussar kallas ofta dammråttor, särskilt om de "gömmer sig" under en möbel, såsom en säng eller en soffa. Ordet är belagt i svenska språket sedan 1947. Dammråttor består av hår, ludd, död hud, spindelnät, damm och smuts, och hålls ihop av bland annat elektrostatiska krafter. De kan också innehålla dammkvalster eller andra parasiter.

## I rymden
Astronomer använder ordet stoft om små partiklar i rymden. Sådant rymdstoft kan skymma bakomliggande stjärnor i form av stoftnebulosor (stoftmoln) eller uppträda som spektrallinjer vid observationer i infrarött ljus. Ordet rymddamm används också vid beskrivning av finfördelat material på andra himlakroppar, t.ex. måndamm på månens yta.  